# Effetto cielo skyshine

Rappresentazione dell'effetto cielo skyshine.

L'effetto cielo skyshine descrive la radiazione ionizzante emessa da un centro di ricerca medico o nucleare, che raggiunge indirettamente l'area circostante a causa di riflessioni e diffusioni nell'atmosfera. Questo effetto si verifica solitamente quando la schermatura del tetto del centro di ricerca è assente o insufficiente. In senso lato, con skyshine si descrive anche la radiazione riflessa dal soffitto all'interno di un centro di ricerca nucleare.
Nelle immediate vicinanze del centro di ricerca, l'intensità della radiazione misurata aumenta con la distanza dalla schermatura fino a raggiungere un massimo da cui decresce quindi con continuità. Il punto di intensità massima è raggiunto a varie distanze dalla sorgente, in base al tipo di radiazione. Per esempio: per dei raggi x di 18 MeV emessi dagli acceleratori lineari, il massimo si raggiunge a 13.6 m; questa distanza si riduce a 4.6 m se l'energia è di 6 MeV.

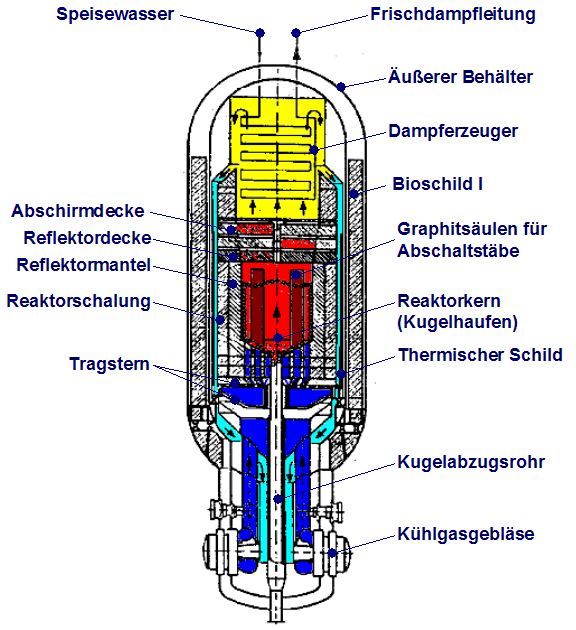
Schema di un reattore AVR originariamente senza tetto schermato

Tra il 1967 e il 1975 l'area circostante il reattore AVR di Jülich, in Germania, fu colpita da ingenti danni da radiazione a causa dell'effetto skyshine. In base a quanto riportato dalla BBC, questo avvenne a causa della mancanza di un tetto schermato.